# Stefano Thiaw
Stefano Thiaw (né le 5 janvier 1995 à Chieti) est un joueur italien de volley-ball. Il mesure 1,94 m et joue réceptionneur-attaquant.

## Clubs
| Club          | De        | À   |
| ------------- | --------- | --- |
| Callipo Sport | 2012-2013 | ... |

## Palmarès
Néant.